# Список найбільших монолітів світу

## Моноліти в кар'єрах
| Створено | Вага в тонах | Назва                    | Тип     | Місце                    | Створено           | Примітка                                                    |  |
| -------- | ------------ | ------------------------ | ------- | ------------------------ | ------------------ | ----------------------------------------------------------- |  |
|          | 16250        | Моноліт в кар'єрі Яншань | Блок    | Нанкін (Китай)           | Династія Мін       | довжина — 30,35 м, ширина — 13 м, висота — 16 м             |  |
|          | 1242         | Безіменний моноліт       | Блок    | Баальбек (Ліван)         | Стародавній Рим    | довжина — 19,5–20,5 м, ширина — 4,34–56 м, висота — 4,5 м   |  |
|          | 1100         | Незакінчений обеліск     | Обеліск | Асуан (Єгипет)           | Стародавній Єгипет | довжина — 41,75 м, ширина — 2,5–4,4                         |  |
|          | 1000,12      | Камінь півдня            | Блок    | Баальбек (Ліван)         | Стародавній Рим    | довжина — 20,31–76 м, ширина — 4–5,29 м, висота — 4,21–32 м |  |
|          | 207          | Гранітна колона          | Колона  | Монс Клаудіанус (Єгипет) | Стародавній Рим    | 17,1 метра довжиною                                         |  |

## Пересунуті моноліти
| Створено                                                    | Вага в тонах | Назва                  | Тип        | Місце                   | Створено                | Примітка                               |
| ----------------------------------------------------------- | ------------ | ---------------------- | ---------- | ----------------------- | ----------------------- | -------------------------------------- |
| Der Donnerstein, darauf das Reiterdenkmal Peters des Großen | 1250         | Грім-камінь            | постамент  | Санкт-Петербург (Росія) | Російська імперія       | 8 км до місця завантаження на корабель |
| Kolossalstatue des Ramses II.                               | 1000         | Рамессеум              | Статуї     | Фіви (Єгипет)           | Стародавній Єгипет      | 270 км на кораблі з Асуана             |
|                                                             | 800          | Триліт                 | Три блоки  | Баальбек (Ліван)        | Стародавній Рим         | Фундамент Храму в Баальбеці            |
| Memnonkolosse                                               | 700 кожна    | Колоси Мемнона         | Дві статуї | Фіви (Єгипет)           | Стародавній Єгипет      |                                        |
| 'Western Stone'                                             | 550–600      | Західний камінь        | Baustein   | Єрусалим (Ізраїль)      |                         | Стіна плачу                            |
|                                                             | 350          | Основа під трилітом    | Блок       | Баальбек (Ліван)        | Стародавній Рим         | Фундамент Храму в Баальбеці            |
| Der heute zerbrochene Große Menhir                          | 350          | Локмаріакські мегаліти | Мегаліт    | Локмаріаке (Франція)    | Мегалітична архітектура | 5 тисячоліття до Р.Х.                  |
| Pompeiussäule                                               | 285          | Помпейська колона      | Фуст       | Александрія (Єгипет)    | Стародавній Рим         |                                        |
| Mausoleum des Theoderich                                    | 230          | Мавзолей Теодоріха     | Купол      | Равенна (Італія)        | Готи                    |                                        |

## Встановлені сторч
| Створено                       | Вага в тонах | Назва                                     | Тип     | Місце                   | Створено          | Примітка                                                                 |
| ------------------------------ | ------------ | ----------------------------------------- | ------- | ----------------------- | ----------------- | ------------------------------------------------------------------------ |
| Alexandersäule auf Palastplatz | 600          | Олександрівська колона                    | Фуст    | Санкт-Петербург (Росія) | Російська імперія | 1834 рік                                                                 |
| Vatikan-Obelisk                | 361          | Обеліск на площі святого Петра у Ватикані | Обеліск | Рим (Італія)            | Сікст V           | Перенесений і встановлений під керівництвом Доменіко Фонтана в 1586 році |

## Підняті над землею
| Створено | Вага в тонах | Висота | Назва            | Тип      | Місце            | Примітка        |  |
| --- | ------------ | ------ | ---------------- | -------- | ---------------- | --------------- |  |
| | 108          | 19 м   | Храм в Баальбеці | Карниз   | Баальбек (Ліван) | Стародавній Рим |  |
| | 63           | 19 м   | Храм в Баальбеці | Архітрав | Баальбек (Ліван) | Стародавній Рим |  |
| Oberes Ende der Trajanssäule. Das Kapitell ist der auskragende, rechteckige Stein mit der Metallbrüstung, unweit der Spitze. | 53,3         | ~34 м  | Колона Траяна    | Капітель | Рим (Італія)     | Стародавній Рим |  |